# Half time
『half time』（ハーフ・タイム）は、1985年9月5日にリリースされた岩崎良美の9枚目のオリジナル・アルバム。発売元はキャニオンレコード。

## 概要
フジテレビ系列のアニメーション番組『タッチ』の第1期オープニングテーマ曲「タッチ」と、B面曲「君がいなければ」を含む全8曲を収録。作詞を康珍化、鈴木博文、売野雅勇らが手掛け、全曲の作曲・編曲を芹澤廣明が担当している
2004年6月にリリースされたアルバムBOX『85-87 ぼくらのベスト3 岩崎良美 CD-BOX』ではDISC-1に収録され、2010年2月に発売された『岩崎良美 debut 30th Anniversary CD-BOX』では、シングル「愛がひとりぼっち」のA・B面曲やアルバム『タッチ』収録曲などのボーナストラックが6曲追加され、DISC-9に収録された。

### 批評
音楽情報サイトCDジャーナルでは、「全曲ともポップス・タッチの曲で構成されている。岩崎良美のボーカルが意外なほどソフトで丸味を帯びているのにビックリ。歌をしっかり聞かせるアルバムになっている。」と評されている。

## 収録曲

### LP／CT

#### Side A
- 全作曲・編曲：芹澤廣明

1. タッチ（3:12）
作詞：康珍化
2. 思い出ハーフタイム（3:20）
作詞：鈴木博文
3. 微笑みでさようなら（4:05）
作詞：鈴木博文
4. 砂に埋めたダイアリー（4:00）
作詞：売野雅勇

#### Side B
1. スーパーラジオ1960（4:37）
作詞：売野雅勇
2. 3年目のロードショー（3:23）
作詞：鈴木博文
3. センチメンタル逃避行（4:09）
作詞：売野雅勇
4. 君がいなければ（4:25）
作詞：康珍化

### 85-87 ぼくらのベスト3 岩崎良美 CD-BOX DISC-1
1. タッチ
2. 思い出ハーフタイム
3. 微笑みでさようなら
4. 砂に埋めたダイアリー
5. スーパーラジオ1960
6. 3年目のロードショー
7. センチメンタル逃避行
8. 君がいなければ

#### 岩崎良美 debut 30th Anniversary CD-BOX +plus
1. コメント（half time）
2. 愛がひとりぼっち
3. 青春
4. 星のシルエット（和也のテーマ）
5. 風のメッセージ（達也のテーマ）
6. 好きになるなら